# Dipodium gracile
Dipodium gracile är en orkidéart som beskrevs av Rudolf Schlechter. Dipodium gracile ingår i släktet Dipodium och familjen orkidéer.
Artens utbredningsområde är Sulawesi. Inga underarter finns listade i Catalogue of Life.